# August Meuleman
Gaston August Meuleman (ur. 20 października 1906 w Gandawie, zm. 12 lutego 2000 w Soumagne) – belgijski kolarz torowy i szosowy, brązowy medalista torowych mistrzostw świata.

## Kariera
Największy sukces w karierze August Meuleman osiągnął w 1948 roku, kiedy zdobył brązowy medal w wyścigu ze startu zatrzymanego zawodowców podczas torowych mistrzostw świata w Amsterdamie. W zawodach tych wyprzedzili go jedynie Francuz Jean-Jacques Lamboley oraz Włoch Elia Frosio. Był to jedyny medal wywalczony na międzynarodowej imprezie tej rangi. W 1928 roku Meuleman wystąpił na igrzyskach olimpijskich w Amsterdamie, gdzie wraz z kolegami z reprezentacji zajął piątą pozycję w drużynowym wyścigu na dochodzenie. Wielokrotnie zdobywał medale torowych mistrzostw kraju, w tym trzy złote. Startował również w wyścigach szosowych, ale bez większych sukcesów.